# Histoire des Communautés européennes de 1958 à 1972
L'histoire des Communautés européennes entre 1958 et 1972 voit les premiers développements des Communautés européennes. En effet, la Communauté européenne du charbon et de l'acier (CECA) vient d'être rejointe par la Communauté européenne de l'énergie atomique (Euratom) et la Communauté économique européenne (CEE), cette dernière devenant rapidement la plus importante. En 1967, les institutions de la CEE prennent le relais des deux autres avec la Commission de la CEE tenant ses premiers mandats sous Hallstein et Rey.
En 1958, le Comité des représentants permanents (COREPER) est créé. Le 19 mars, le Parlement européen (remplaçant l'Assemblée commune) se réunit pour la première fois pour les trois communautés et élit le Français Robert Schuman à sa présidence. Le 13 mai, les membres siégeaient pour la première fois selon leur allégeance politique plutôt que nationale.

## De Gaulle et l'AELE
En 1960, les "sept extérieurs" (Autriche, Danemark, Norvège, Portugal, Suède, Suisse et Royaume-Uni) créent l'Association européenne de libre-échange à Stockholm, qui entre en vigueur le 3 mai de la même année. Au cours des deux années suivantes, le Royaume-Uni, l'Irlande, le Danemark et la Norvège demandent leur adhésion aux Communautés, tandis que les pays neutres que sont l'Autriche, la Suède et la Suisse demandent des accords d'association économique. La demande d'adhésion est suspendue en raison de l'opposition du président français de l'époque, Charles de Gaulle, à l'adhésion britannique, la considérant comme un cheval de Troie pour l'influence américaine.
Une autre crise est déclenchée par les propositions de financement de la politique agricole commune, entrée en vigueur en 1962. La période transitoire où les décisions étaient prises à l'unanimité est terminée et le vote à la majorité au conseil prend effet. L'opposition du général De Gaulle au supranationalisme et la peur que les autres membres contestent la PAC conduisent à une « politique de la chaise vide » selon laquelle les représentants français sont retirés des institutions européennes jusqu'à ce que le veto français soit rétabli. Finalement, un compromis est trouvé avec le compromis de Luxembourg du 29 janvier 1966 par lequel un gentlemen's agreement permet aux membres d'utiliser un veto sur les domaines d'intérêt national,.

## Traité de fusion
Le 24 septembre 1963, les membres parviennent à un accord sur la fusion des organes exécutifs des trois Communautés. Un an plus tard, il est convenu que la "Commission" unique compterait neuf membres : deux de chacun des grands États, la France, l'Allemagne et l'Italie, et un de chacun des petits États du Benelux : la Belgique, les Pays-Bas et le Luxembourg.
Le traité de fusion est signé le 8 avril 1965 et entre en vigueur le 1er juillet 1967, fusionnant les trois Communautés avec des institutions communes. Le chef de la première Commission est le Belge Jean Rey, nommé le 6 juillet de la même année (Commission Rey).

## Premier élargissement
Les épines rencontrées avec la question espagnole sur l'adhésion de 1964 et la dictature des colonels en Grèce à partir d'avril 1967 provoquent une certaine consternation et introspection dans les rangs communautaires, et le Royaume-Uni soumet à nouveau sa candidature le 11 mai 1967. En 1969, l'élection à la présidence de la République française de Georges Pompidou provoque un changement ; la France s'ouvrant à l'adhésion britannique. Les négociations commencent le 30 juin 1970, en Grande-Bretagne, sous le gouvernement conservateur d'Edward Heath, premier ministre de 1970 à 1974. Son administration pro-européenne doit faire face à des problèmes liés à la politique agricole commune et aux relations du Royaume-Uni avec le Commonwealth. Elle doit également accepter toutes les décisions prises depuis le traité de fusion. Les négociations durent deux ans avec la signature des traités d'adhésion le 22 janvier 1972. La Grande-Bretagne n'organise pas de référendum avant son adhésion ; les résultats des trois autres sont les suivants :
- Irlande - 83,1% en faveur (10 mai) (voir aussi: Troisième amendement de la Constitution irlandaise )
- Norvège – 46,5 % favorables (25 septembre)
- Danemark – 63,3 % favorables (2 octobre)

La Norvège ne ratifie pas avec 53,5% contre ; ils essaient à nouveau dans les années à venir mais le 1er janvier 1973, seuls les trois pays restants adhèrent.